# 필름있수다
필름있수다(Film It Su Da)는 1999년 새로운 놀이문화를 모색하던 문화창작집단 '수다'를 모태로 2000년 3월 정식으로 법인을 등록해 만든 Flim & Play 영화, 연극 제작사 겸 연예기획사이다. 현재 장진 감독이 소속사 대표를 맡고있다.

## 소속 연예인

### 필름있수다 소속 연예인
- 장진
- 이해영
- 조연진
- 박지예
- 이동길
- 유이든
- 박강우

## 과거 소속 연예인
- 류덕환
- 신하균
- 정재영
- 장영남
- 김일웅
- 이철민
- 박선우
- 류승룡
- 김예원
- 김원해
- 김정민
- 서지원
- 고경표
- 안재홍
- 한서진
- 김슬기
- 윤손하
- 조복래
- 이본
- 서이안
- 김윤성
- 이수빈
- 타카기 리나
- 조덕현

## 주요 작품

### 영화
| 작품명                    | 출연자 |
| ------------------------- | --- |
| 《커밍아웃》              | 구혜주, 신하균 |
| 《극단적 하루》           | 김대령, 정재영, 조덕현 |
| 《다찌마와 리》           | 임원희, 이윤성, 안길강, 류승범, 한승희                                                                                         |
| 《킬러들의 수다》         | 신현준, 정재영, 신하균, 원빈, 조덕현                                                                                           |
| 《묻지마 패밀리》         | 신하균, 임원희, 정재영, 류승범, 박선영, 김일웅, 류덕환, 조덕현                                                                 |
| 《화성으로 간 사나이》    | 신하균, 김희선, 조덕현 |
| 《아는 여자》             | 정재영, 이나영, 조덕현 |
| 《소나기는 그쳤나요》     | 김관우, 박은빈 |
| 《고마운 사람》           | 류승룡, 이지용 |
| 《웰컴 투 동막골》        | 정재영, 신하균, 강혜정, 임하룡, 조덕현                                                                                         |
| 《박수칠 때 떠나라》      | 차승원, 신하균 |
| 《거룩한 계보》           | 정재영, 정준호 |
| 《아들》                  | 차승원, 류덕환 |
| 《바르게 살자》           | 정재영, 손병호, 이영은, 고창석, 주진모, 이한위, 임지은, 조덕현                                                                 |
| 《강철중: 공공의 적 1-1》 | 설경구, 정재영, 유해진 |
| 《굿모닝 프레지던트》     | 이순재, 장동건, 고두심, 임하룡, 한채영, 조덕현                                                                                 |
| 《퀴즈왕》                | 김수로, 한재석, 송영창, 류승룡, 장영남, 이지용, 류덕환, 이해영, 김원해, 심은경, 임원희, 김대령, 임병옥, 신하균, 정재영, 조덕현 |
| 《된장》                  | 류승룡, 이요원 |
| 《로맨틱 헤븐》           | 김수로, 김동욱, 김지원, 이순재, 심은경                                                                                         |
| 《하이힐》                | 차승원, 오정세, 이솜, 송영창, 김응수, 안길강, 고경표, 박성웅                                                                   |
| 《우리는 형제입니다》     | 조진웅, 김성균 |

### 연극 / 뮤지컬
| 작품명                       | 공연장               | 출연자                                 |
| ---------------------------- | -------------------- | -------------------------------------- |
| 《허탕》                     | 동숭아트센터 소극장  |                                        |
| 《아름다운 사인》            | 예술의 전당 토월극장 |                                        |
| 《박수칠 때 떠나라》         | LG아트센터           |                                        |
| 《진술》                     |                      |                                        |
| 《웰컴 투 동막골》           | LG아트센터           |                                        |
| 《택시 드리벌》              | 동숭아트센터 동숭홀  |                                        |
| 《서툰 사람들》              | 동숭아트센터 소극장  | 조연진                                 |
| 《리턴 투 햄릿》             | 동숭아트센터 동숭홀  |                                        |
| 《디셈버: 끝나지 않은 노래》 | 세종문화회관 대극장  | 김준수, 박건형, 오소연, 김예원, 조연진 |